# فردی یانگ
فردی یانگ (به انگلیسی: Freddie Young) (زادهٔ ۹ اکتبر ۱۹۰۲ - درگذشته ۱ دسامبر ۱۹۹۸)
یکی از تأثیرگذارترین و برجسته‌ترین فیلمبرداران بریتانیا، او بیشتر برای فیلمبرداری سه اثر لارنس عربستان (۱۹۶۲)، دکتر ژیواگو (۱۹۶۵) و دختر رایان (۱۹۶۹) ساخته کارگردان بزرگ انگلیسی دیوید لین شناخته می‌شود. او برای این سه فیلم جایزه اسکار بهترین فیلمبرداری را به دست آورد.

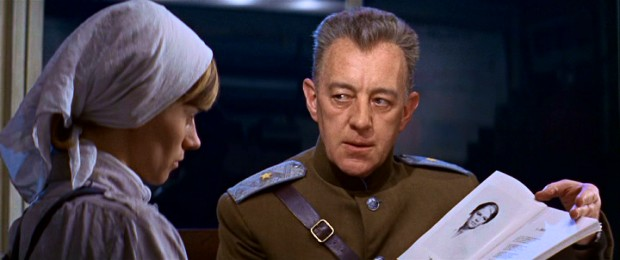
نمایی از فیلم دکتر ژیواگو با فیلمبرداری فردی یانگ

او همچنین فیلمبرداری بیش از ۱۳۰ فیلم را انجام داد. از مشهورترین این فیلم‌ها می‌توان به خداحافظ آقای چیپس (۱۹۳۹)، شور زندگی(۱۹۵۶)، مهمانخانه ششمین خوشبختی (۱۹۵۸)، لرد جیم (۱۹۶۵)، نبرد بریتانیا (۱۹۶۹)، نیکلاس و آلکساندر (۱۹۷۱) اشاره کرد. یانگ اولین فیلمبردار بریتانیایی بود که فیلمی به صورت سینمااسکوپ فیلمبرداری کرد.

## مرگ
یانگ در 1 دسامبر 1998 در سن 96 سالگی در لندن درگذشت.